# Vidoň
Vidoň je malá vesnice, část obce Tetín v okrese Jičín. Nachází se asi 1 km na východ od Tetína. Prochází zde silnice II/284. V roce 2009 zde bylo evidováno 24 adres. V roce 2001 zde trvale žilo 31 obyvatel.
Vidoň leží v katastrálním území Tetín o výměře 2,81 km2.